# Хромілхлорид
Хромілхлорид — неорганічна сполука з хімічною формулою CrO2Cl2. Це червонувато-коричнева рідина, яка є леткою при кімнатній температурі, що незвично для сполук перехідних металів.

## Отримання
Хромілхлорид можна одержати реакцією хромату калію або біхромату калію з хлороводнем у присутності сірчаної кислоти з подальшою дистиляцією.
K2Cr2O7 + 6HCl → 2CrO2Cl2 + 2KCl + 3H2O
Сірчана кислота тут служить дегідрататором. Хромілхлорид також можна отримати безпосередньо шляхом впливу триоксиду хрому на безводний газоподібний хлороводень.
CrO3 + 2HCl ⇌ CrO2Cl2 + H2O
Метод, який використовується для отримання хромілхлориду, є основою для якісного тесту на хлорид: зразок, підозрюваний у вмісті хлориду, нагрівають із сумішшю біхромату калію та концентрованої сірчаної кислоти. Якщо присутній хлорид, утворюється хромілхлорид, про що свідчать його червоні пари. З фторидами, бромідами, йодидами та ціанідами аналогічні сполуки не утворюються.

## Використання

### Перевірка на наявність хлоридів
Перевірка хромілхлоридом передбачає нагрівання зразка, у якому присутні хлориди, з біхроматом калію та концентрованою сірчаною кислотою. Якщо будь-який хлорид присутній, утворюється хромілхлорид, про його присутність свідчить утворення червоного диму. Інакше червоного диму явно не буде. Жодна подібна сполука не утворюється в присутності фториду, броміду, йодиду або ціаніду, що робить цей тест специфічним для хлоридів.

### Реактив для окиснення алкенів
Хромілхлорид окислює внутрішні алкени до альфа-хлорокетонів або споріднених похідних. Він також атакує бензильні метильні групи з утворенням альдегідів за допомогою реакції Етара. Дихлорометан є відповідним розчинником для цих реакцій.

### Інше
Хромілхлорид також можна використовувати для перевірки на відсутність нітрат іонів.

## Міркування щодо безпеки

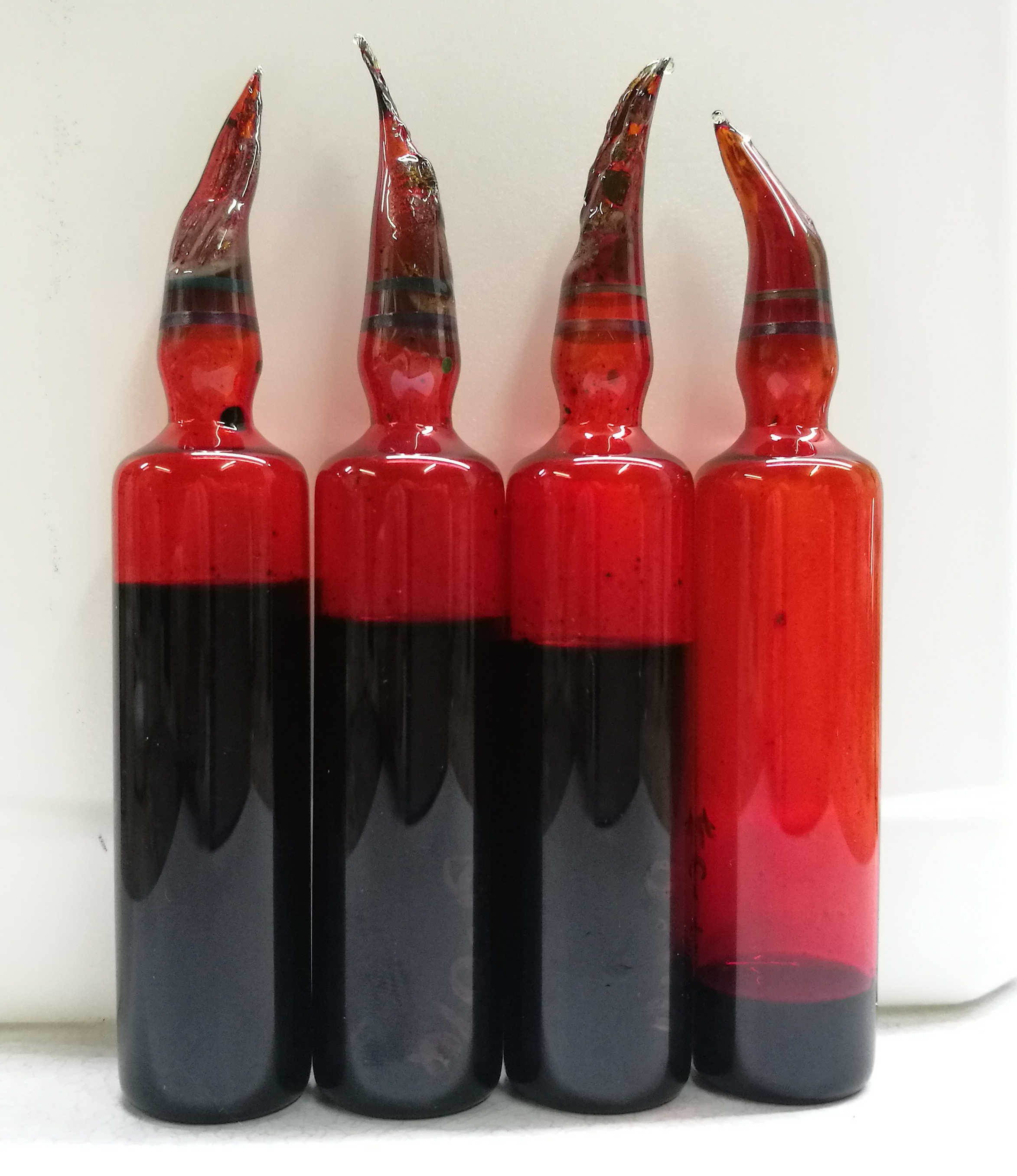
Хромілхлорид часто зберігають у герметичних скляних ампулах, щоб запобігти витоку парів з контейнера

Хромілхлорид є сильнокорозійною рідиною, та легко може викликати опіки шкіри та очей.